# 点 (角度)
点 (てん)（en:Compass point） は、角度の非SI単位である。国際単位系（SI）における角度（平面角）の単位はラジアンであり、度、分、秒が、「SI 単位と併用される非 SI 単位」となっている。点は、SIでは全く認められていない計量単位である。
ただし、日本の計量法では、特殊の計量である「航海又は航空に係る角度の計量」に限定して、使用が認められる法定計量単位である。これは世界的にも同様である。
点は周角 (2π = 360°) の1/32、つまり、11.25°、11°15′又は 約0.196 35 rad に等しい。
点の記号は、pt が用いられる。
点の由来は、13世紀の近世ヨーロッパで、周囲の水平線を32等分したことによる。

## 引用
1. ↑  国際文書第8版 (2006)　国際単位系（SI）　日本語版 (PDF) （産業技術総合研究所　計量標準総合センター訳・監修） p.36 「表6　SI単位と併用される非SI単位」
2. ↑  計量単位令　別表第6 項番6「六　航海又は航空に係る角度の計量　　点　　度の十一・二五倍」とある。
3. ↑  海の交通法規入門  追越し船の航法 国土交通省、海難審判所　　　３６０度を３２等分した方位の角度（１１度１５分）を１ポイント（Point）「点」といいます。昔の帆船の時代から船では、方位の角度を表す単位としてこのポイントを使ってきました。　「船舶の正横後２２度３０分」とは「船舶の正横後２ポイント」という言い方もできます。
4. ↑  計量単位規則 別表第4（第2条関係）「航海又は航空に係る角度の計量」の欄に「点　　pt」とある。